# 권영빈
권영빈(權寧彬, 1943년 1월 8일 ~ 2021년 7월 22일)은 대한민국의 언론인, 기업인, 문화기관단체인이다. 경상북도 예천 출신으로 중앙일보에서 논설위원과 논설고문, 주필 등을 두루 역임했고 그 외에도 한국신문협회 부회장, 경기문화재단 대표이사, 한국고전번역원 이사장 등을 역임했다.

## 학력
- 경북고등학교
- 서울대학교 사학 학사
- 서울대학교 대학원 동양사학 석사

## 주요 경력
- 1972년 ~ 1978년 : 월간 세대사 발행인
- 1978년 : 중앙일보 출판국 출판부장
- 1988년 : 중앙일보 출판제작국 출판부 부국장
- 1988년 ~ 1996년 : 중앙일보 논설위원
- 1992년 ~ 1993년 : 방송위원회 보도교양부문 심의위원
- 1993년 : 관훈클럽 감사
- 1994년 : 공연윤리위원회 윤리위원
- 1994년 : 중앙일보 현대사연구소 소장
- 1994년 : 교육부 중앙교육심의회 장학편수분과위원회 위원
- 1997년 11월 ~ 2000년 : 교육부 평가위원회 위원
- 1999년 11월 ~ 2001년 2월 : 중앙일보 논설주간 상무이사
- 2001년 2월 ~ 2003년 1월 : 중앙일보 주필 전무이사
- 2003년 1월 ~ 2005년 2월 : 중앙일보 부사장 겸 편집인
- 2005년 2월 ~ 2007년 1월 : 중앙일보 사장 겸 발행인
- 2005년 ~ 2006년 : 한국신문협회 부회장
- 2007년 1월 ~ 2007년 7월 : 중앙일보 논설고문
- 2007년 7월 ~ 2012년 3월 : 경기문화재단 대표이사
- 2012년 3월 ~ 2015년 6월 : 제4대 한국문화예술위원회 위원장[2]
- 2014년 ~ 2018년: 한국고전번역원 이사장[3][4]
- 2015년 ~ 2018년 : KBS교향악단 이사장[5]

## 수상 경력
- 1998년 : 제47회 서울시문화상 언론부문
- 1999년 : 제3회 삼성언론인상
- 2002년 : 제13회 위암 장지연상 신문부문
- 2003년 : 제15회 중앙언론문화상 신문부문

## 저서
- 권영빈 (1989년). 《방여지는 말한다 - 중국의 사하로프, 우리시대의목소리 13》. 지식산업사. ISBN 2006164000960 |isbn= 값 확인 필요: invalid prefix (도움말).
- 권영빈 (1992년). 《어느 좀팽이의 작은 소망》. 서적포. ISBN 9788972530046.